# Terminalia polycarpa
Espèce
Synonymes
- Terminalia hecistocarpa Engl. & Diels
- Terminalia kelleri Engl. & Diels

Statut de conservation UICN

 DD  : Données insuffisantes
Terminalia polycarpa est une espèce de plantes à fleurs du genre Terminalia et de la famille des Combretaceae. C'est un petit arbre trouvé en Afrique. Il est originaire d'Éthiopie, du Kenya et de Somalie. Il porte des fleurs de couleur blanche ou crème sur des épis longs de 11 cm.